# Sieglinde Winkler
Pour les articles homonymes, voir Winkler.
Sieglinde Winkler, née le 30 mars 1966 à Ferlach, est une skieuse alpine autrichienne. Elle est spécialiste de la descente et du super G.

## Biographie
Sieglinde Winkler prend part à la Coupe du monde à partir de 1982, entamant par une septième place en descente à Arosa. En 1983, elle est proche du podium à Megève terminant quatrième de la descente.
C'est lors de la saison 1985-1986, qu'elle affiche ses meilleurs résultats, montant deux fois sur le podium en Coupe du monde à Bad Gastein (deuxième de la descente) et Furano (deuxième du super G avec le dossard 48).
Pour son ultime saison compétitive en 1986-1987, elle prend la troisième place de la descente de Mellau.
Elle se marie avec le sauteur à ski Ernst Vettori.

## Palmarès

### Coupe du monde
- Meilleur classement général : 26e en 1986.
- 3 podiums.

#### Classements en Coupe du monde
| Année/Classement | Année/Classement | Général | Général | Descente | Descente | Super G | Super G |
| ---------------- | ---------------- | ------- | ------- | -------- | -------- | ------- | ------- |
| Année/Classement | Année/Classement | Class.  | Points  | Class.   | Points   | Class.  | Points  |
| 1982             | 1982             | 50e     | 15      | 18e      | 15       | -       | -       |
| 1983             | 1983             | 45e     | 206     | 15e      | 27       | -       | -       |
| 1984             | 1984             | 63e     | 10      | 23e      | 10       | -       | -       |
| 1985             | 1985             | 43e     | 28      | 17e      | 28       | -       | -       |
| 1986             | 1986             | 26e     | 57      | 13e      | 37       | 14e     | 20      |
| 1987             | 1987             | 40e     | 22      | 16e      | 22       | -       | -       |